# Acanthodelta tornistigma
Acanthodelta tornistigma là một loài bướm đêm trong họ Noctuidae.